# 풍덕 김씨
풍덕 김씨(豊德金氏)는 경기도 풍덕군을 본관으로 하는 한국의 성씨이다.
시조 김우양(金于?)은 고려 말에 선공서령을 지냈다.

## 참고 자료
- “풍덕김씨(豊德金氏)”. 뿌리를 찾아서.[깨진 링크(과거 내용 찾기)]